# Кирквуд, Джеймс (старший)
В Википедии есть статьи о других людях с таким именем и фамилией: см. Кирквуд, Джеймс
Джеймс Ки́рквуд (ста́рший) (англ. James Kirkwood Sr.; 22 февраля 1875 или 22 февраля 1876, Гранд-Рапидс, Мичиган — 24 августа 1963, Вудленд-Хиллз, Калифорния) — американский актёр кино и телевидения, кинорежиссёр; менее известен как киносценарист и актёр театра.

## Биография
Джеймс Корнелиус Кирквуд родился 22 февраля 1876 (либо 1875) года в городе Гранд-Рапидс (штат Мичиган, США). В 1909 году дебютировал на киноэкране, приглянувшись известному режиссёру Дэвиду Гриффиту. За свою карьеру длиной 52 года (1909—1961, с заметными перерывами) Кирквуд снялся в примерно 240 фильмах и сериалах. С 1911 по 1919 год также пробовал себя как кинорежиссёр: за эти восемь лет он создал восемьдесят картин.
Джеймс Кирквуд скончался 24 августа 1963 года в Вудленд-Хиллз (штат Калифорния, США). Похоронен на Кладбище Святого креста в городе Калвер-Сити.

### Личная жизнь
Джеймс Кирквуд был женат трижды:
1. Гертруда Робинсон[англ.] (1890—1962), киноактриса[4]. Брак заключён 30 сентября 1916 года (невесте было 25 лет, жениху — 40 лет), 19 июля 1923 года последовал развод. Детей нет.
2. Лила Ли (1901—1973), известная киноактриса[5]. Брак заключён 25 июля 1923 года[6] (невесте было 22 года, жениху — 47 лет), 21 августа 1931 года последовал развод. От брака остался сын, Джеймс Кирквуд-младший[англ.] (1924—1989), ставший известным драматургом, писателем и актёром[7].
3. Беатрис Пауэрс, малоизвестная киноактриса[8]. Брак заключён 24 сентября 1931 года, 7 апреля 1934 года последовал развод. От брака осталась дочь, Джоан Мэри Кирквуд. Инициатором развода выступила Пауэрс, обвинив Кирквуда в «психической жестокости»[9].

Также известно, что в 1916—1917 годах, находясь в браке с Гертрудой Робинсон, у Кирквуда был роман с известной киноактрисой-подростком Мэри Майлз Минтер (ей было 14-15 лет, ему — 40-41 год). Отношения закончились после того, как Минтер забеременела от Кирквуда и сделала аборт, который оплатила её мать.

## Бродвейские работы
- 1905—1908 — Девушка с Золотого Запада[англ.] / The Girl of the Golden West — Тринидад Джо
- 1935 — Семь ключей к Балдпейту[англ.] / Seven Keys to Baldpate — Джиггс Кеннеди
- 1935—1936 — Мулат[англ.] / Mulatto — полковник Томас Норвуд
- 1936 — Окружной председатель[англ.] / The County Chairman — Сассафрас Ливингстон

## Избранная фильмография
| В титрах указан - 1909 — Одинокая вилла / The Lonely Villa — спасатель - 1909 — Гессенские изменники / The Hessian Renegades — отец посыльного - 1909 — Богиня Гибсона / The Gibson Goddess — поклонник - 1909 — Взгляд краснокожего / The Red Man's View — отец Серебряного Орла (представитель племени) - 1909 — Спекуляция пшеницей / A Corner in Wheat — фермер - 1914 — Дом, милый дом / Home, Sweet Home — сын матери - 1914 — Подруга орла / The Eagle's Mate — Лансер Морн - 1914 — За кулисами / Behind the Scenes — Стив Хантер - 1915 — Сердце Дженнифер / The Heart of Jennifer — Джеймс Мюррей - 1916 — Подкидыш / The Foundling — детектив - 1920 — Удача ирландцев / The Luck of the Irish — Уильям Гроган - 1920 — Насмешник / The Scoffer — доктор Стэннард Уэйн - 1920 — В сердце глупца / In the Heart of a Fool — Грант Адамс - 1920 — Клеймящее железо / The Branding Iron — Пьер Ландис - 1920 — Любовь / Love — Том Чендлер - 1921 — Мужчина, женщина и свадьба / Man, Woman & Marriage — Дэвид Кортни - 1921 — Мудрый дурень / A Wise Fool — Жан Жак Барбиль - 1922 — Человек из дома / The Man from Home — Дэниел Форбс Пайк - 1922 — Под двумя флагами / Under Two Flags — капрал Виктор - 1922 — Греховный потоп / The Sin Flood — О’Нил - 1922 — Отлив / Ebb Tide — Роберт Херрик - 1923 — Человеческие обломки / Human Wreckage — Алан МакФарленд - 1924 — Любовный водоворот / Love's Whirlpool — Джим Рейган - 1924 — Цирцея, волшебница / Circe, the Enchantress — доктор Уэсли Ван Мартин - 1924 — Леди Джеральда Крэнстона / Gerald Cranston's Lady — Джеральд Крэнстон - 1924 — Секреты ночи / Secrets of the Night — Роберт Эндрюс - 1925 — Вершина мира / The Top of the World — Гай (Бёрк) Рейнджер - 1925 — Эта девица Ройл / That Royle Girl — Кельвин Кларк - 1929 — Чёрные воды / Black Waters — преподобный Эф Келли / Тигр Лараби - 1929 — Сердца в изгнании / Hearts in Exile — барон Серж Пальма - 1930 — Праздник дьявола / The Devil's Holiday — Марк Стоун - 1930 — Негодяи / The Spoilers — Джо Декстри - 1931 — Священный ужас / A Holy Terror — Уильям Дрю - 1931 — Над холмом / Over the Hill — Папаша Шелби - 1932 — Шанс Чарли Чана / Charlie Chan's Chance — инспектор Фланнери - 1932 — Она хотела миллионера / She Wanted a Millionaire — Роджер Нортон - 1932 — Мой приятель король / My Pal, the King — граф ДеМар - 1941 — Леди из Шайенна / The Lady from Cheyenne — политик - 1941 — На часах нет стрелок / No Hands on the Clock — Уоррен Бенедикт - 1946 — Рандеву с Энни / Rendezvous with Annie — Уолтерс - 1947 — Обломки / Driftwood — преподобный МакДугал - 1952 — Я мечтаю о Джини / I Dream of Jeanie — доктор - 1953 — Солнце светит ярко / The Sun Shines Bright — генерал Фэрфилд | В титрах не указан - 1931 — Трансатлантический корабль / Transatlantic — кавалер Сигрид Карлайн - 1942 — Теннесси Джонсон / Tennessee Johnson — сенатор - 1943 — Правительство девушек / Government Girl — сенатор - 1943 — Мадам Кюри / Madame Curie — член правления - 1945 — Испанские морские владения / The Spanish Main — капитан Спрэтлин - 1946 — Я всегда любил тебя / I've Always Loved You — Мёрфи - 1946 — Эта девушка Бреннан / That Brennan Girl — Джон Ван Дервин - 1947 — Это мой мужчина / That's My Man — мужчина на ипподроме - 1948 — Жанна д’Арк / Joan of Arc — судья Мортемер - 1949 — Осквернитель праха / Intruder in the Dust — осуждённый - 1949 — Розанна Маккой / Roseanna McCoy — Хэтфилд - 1950 — Невадец / The Nevadan — Текс - 1950 — Капитан Блад / Fortunes of Captain Blood — врач - 1951 — Родственные души / Two of a Kind — Бен - 1951 — Человек в седле / Man in the Saddle — шериф Медари - 1953 — Женщина, которую они чуть не линчевали / Woman They Almost Lynched — старик - 1954 — Страсть / Passion — Дон Розендо - 1957 — Валери / Valerie — священник на свадьбе - 1961 — Два всадника / Two Rode Together — офицер - 1950 — Одинокий рейнджер / The Lone Ranger — судья Генри Брейди (в эпизоде Double Jeopardy) - 1951—1952 — Сиско Кид / The Cisco Kid — разные роли (в 3 эпизодах) - 1952 — Шоу Роя Роджерса / The Roy Rogers Show — разные роли (в 2 эпизодах) - 1957 — Это ваша жизнь / This Is Your Life — в роли самого себя (в эпизоде Lila Lee) - 1959 — Вертолёты / Whirlybirds — мистер Картрайт (в эпизоде Rest in Peace) 80 фильмов с 1911 по 1919 год, 45 из которых были короткометражными - 1914 — Подруга орла / The Eagle's Mate - 1914 — За кулисами / Behind the Scenes - 1914 — Золушка / Cinderella - 1915 — Госпожа Нелл / Mistress Nell - 1915 — Сверчок Фаншон / Fanchon the Cricket - 1915 — Заря завтрашнего дня / The Dawn of a Tomorrow - 1915 — Сердце Дженнифер / The Heart of Jennifer - 1915 — Притворщики / The Masqueraders - 1916 — Потерянный жених / The Lost Bridegroom - 1916 — Святые и грешники / Saints and Sinners - 1916 — Сьюзи Снежинка / Susie Snowflake - 1916 — Приключение Дульси / Dulcie's Adventure - 1916 — Вера / Faith - 1916 — ? / A Dream or Two Ago - 1916 — Невинность Лизетты / The Innocence of Lizette - 1917 — Нежный незваный гость / The Gentle Intruder - 1917 — Окружающая среда / Environment - 1917 — Энни-назло / Annie-for-Spite - 1917 — ? / Periwinkle - 1917 — Мелисса с холмов / Melissa of the Hills - 1918 — Борьба вечная / The Struggle Everlasting |

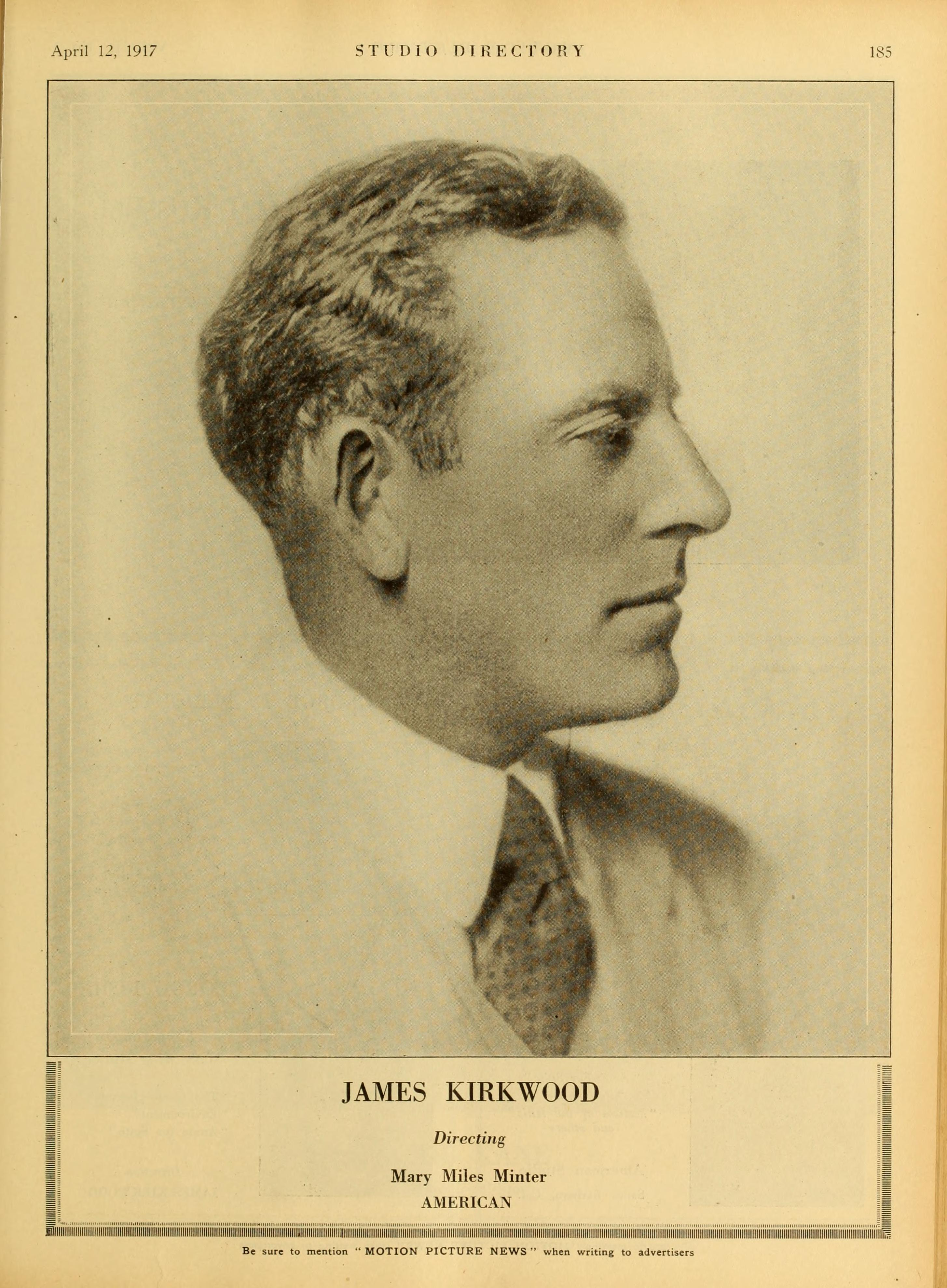
Фото 1917 года
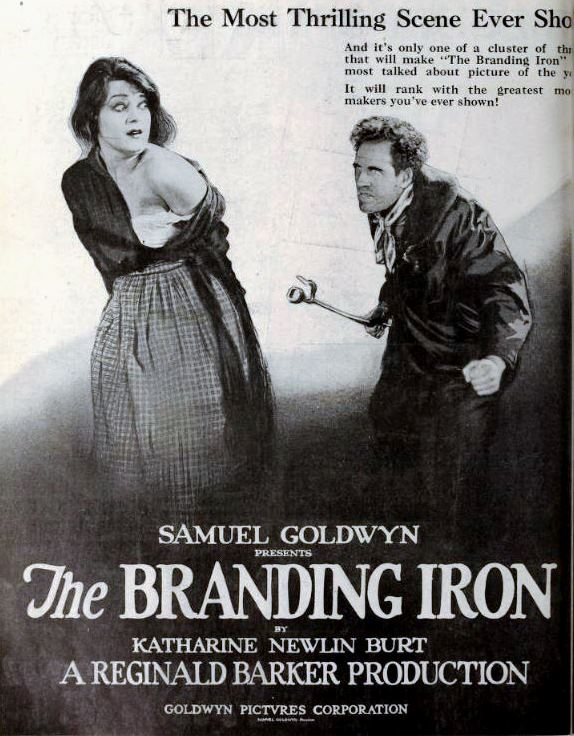
С Барбарой Каслтон[англ.] в рекламе фильма «Клеймящее железо[англ.]» (1920)
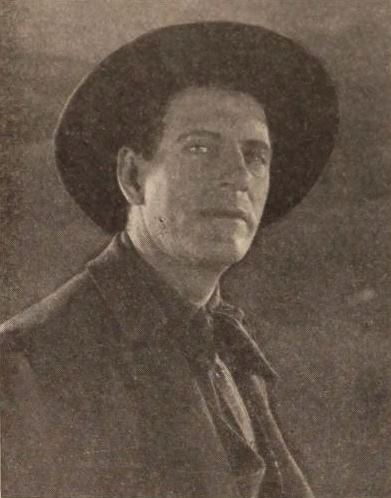
В фильме «Боб Хэмптон из Плейсера» (1921)
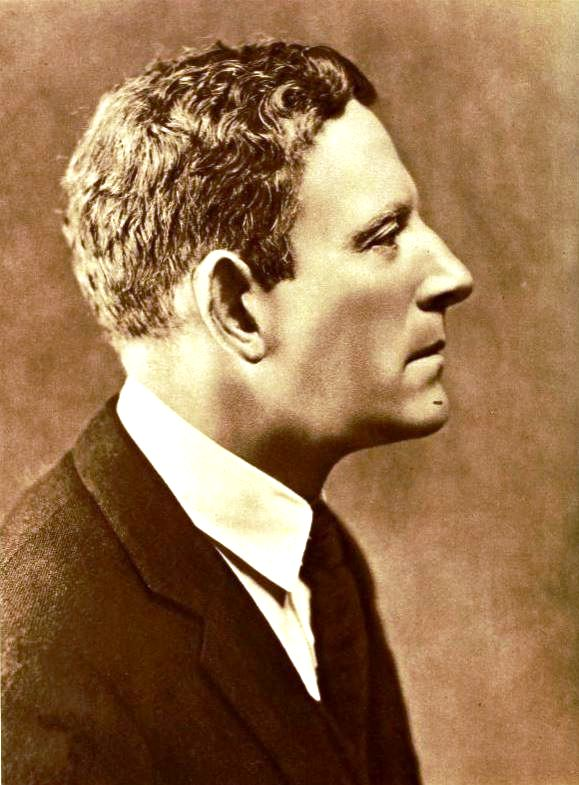
Фото 1921 года
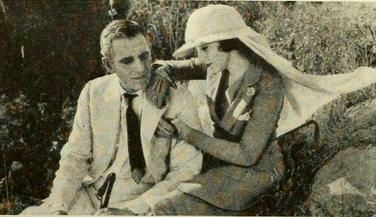
С Биби Даниелс в фильме «Розовые боги» (1922)
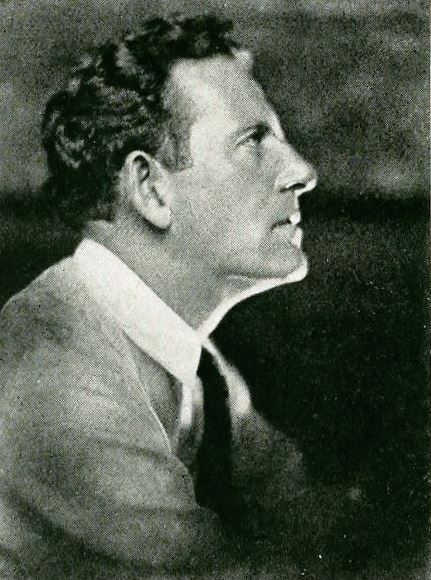
Фото 1923 года
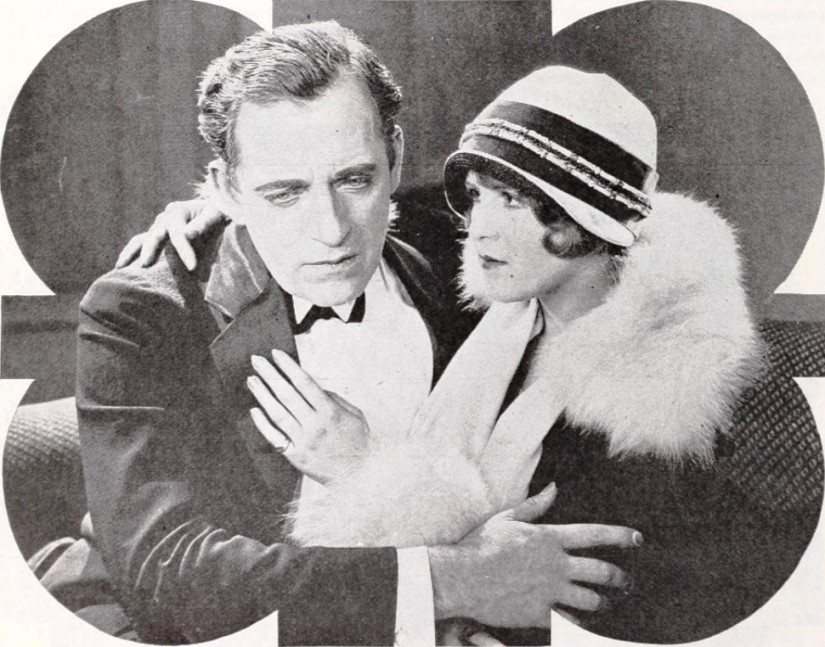
С Полин Гарон в фильме «The Painted Flapper» (1924)
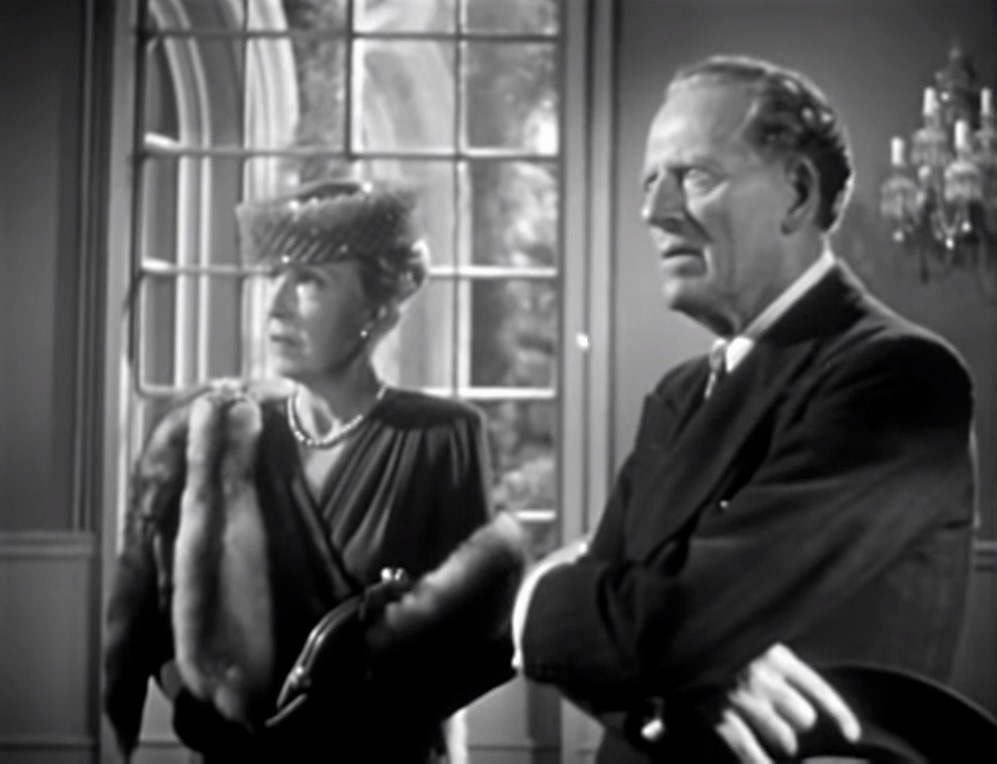
С Джозефиной Уиттелл[англ.] в фильме «Эта девушка Бреннан[англ.]» (1946)